# RedIRIS

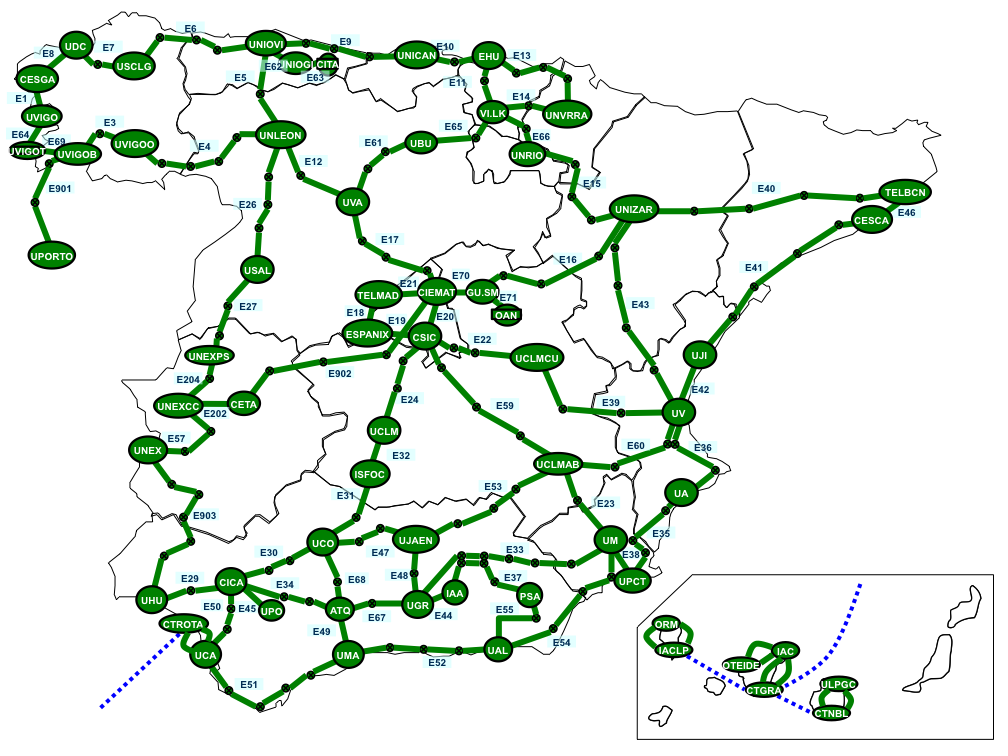
Mappa dei collegamenti di fibra oscura.

RedIRIS è la rete nazionale di ricerca e istruzione (NREN) per la Spagna. Fa parte di Red.es, che amministra e supervisiona anche il dominio nazionale di primo livello ".es". La maggior parte delle università e dei centri di ricerca spagnoli sono interconnessi tramite RedIRIS, per un totale di circa 260 istituzioni. RedIRIS agisce anche come fornitore di servizi Internet per le istituzioni affiliate, attraverso collegamenti attraverso Cogent Communications e Level 3 Communications. In quanto NREN nazionale, RedIRIS è collegata al network europeo GÉANT ad alta velocità, simile a Abilene Network che ha sede negli Stati Uniti.
Altri servizi forniti da RedIRIS includono una raccolta di mirror FTP, software personalizzati per le istituzioni affiliate, interconnessione con la rete wireless europea Eduroam, servizio LISTSERV, servizio IP BlackList per modem e un team di assistenza per malfunzionamenti e problemi, IRIS-CERT.